# Integrationsmanagement
Integrationsmanagement ist ein Teilgebiet des Projektmanagements und gehört zu den wichtigsten Aufgaben eines Projektleiters. Es dient der optimalen Integration der Projektteile und der beteiligten Personen bzw. Institutionen.
Der Begriff wird – in teilweise anderer Bedeutung – auch für das Management von Unternehmensfusionen verwendet, sowie im sozialen Bereich – siehe Fusion und Integration (Soziologie). In der Softwareentwicklung bzw. IT existiert die Rolle eines Integrators bzw. Systemintegrators.

## Projekte in Forschung, Entwicklung, Wirtschaft
Hier dient das Integrationsmanagement dem Ziel, die verschiedenen Projektelemente, -Phasen und -Ergebnisse adäquat und möglichst ganzheitlich zu koordinieren. Dies beginnt in der Zusammenstellung des Projektplans und setzt sich während der Projektdurchführung mit der Ausführung dieses Plans und der integrierten Änderungssteuerung fort.
Dabei wird eine starke Ausrichtung des Projektmanagements an den Bedürfnissen der sog. Stakeholder angestrebt – also aller am Projekt beteiligten bzw. interessierten Personen und Gruppen – was allerdings kaum vollständig erreichbar ist (siehe unten).

### Drei Hauptprozesse und der Projektabschluss
Die drei Hauptprozesse im Integrationsmanagement sind (nach PMQS):
1. Entwicklung des Projektplans
  - Sammeln, Integrieren und Koordinieren aller einzelnen Projektpläne
  - Erstellung eines einheitlichen Gesamtprojektplans unter Berücksichtigung und Mitarbeit der Stakeholder.
2. Ausführung des Projektplans
  - Umsetzung des Projektplans (Ausführung der darin enthaltenen Vorgänge) durch die Projektmitarbeiter
  - geeignete Gliederung und Mechanismen, wie die Freigabe von Arbeitspaketen.
3. Integrierte Änderungssteuerung (Change Management)
  - Koordinieren notwendiger Änderungen über das gesamte Projekt hinweg
  - Behandlung der Änderungsanträge unter Berücksichtigung von Qualität, Zeitbedarf, Kosten, sowie den Interessen der Stakeholder
  - Prüfen der Konsistenz zu den in Inhalt und Umfang definierten Projektplänen.

Zusätzlich sollte ein integratives Projekt in jeder wichtigen Phase – auch wenn keine Änderungen erforderlich zu sein scheinen – fachspezifische Kommunikationsschritte vorsehen, z. B.
- vertiefte Kontakte zwischen den Projektleitern bzw. Leistungserbringern und den potentiellen Anwendern,
- und insbesondere gegen Projektende weitere Schritte wie intensivierte Evaluierung oder Ressourcen- und Nachkalkulation einzelner Abschnitte sowie des Gesamtprojektes.
- Wenn dessen Resultate schließlich in die Anwendung übergeführt werden, sind sie den Interessenten in geeigneter Form zugänglich zu machen – etwa als Kataster der Anwendungsmöglichkeiten, oder als fachbezogenes Informationssystem.

## Einbindung der "Stakeholders"
Je größer ein Projekt, desto schwieriger wird naturgemäß die optimale Einbindung aller Interessierten und Beteiligten. Was die Projekt-Mitarbeiter betrifft, steigert sie bei guter Kommunikation die berufliche Zufriedenheit, die sich durch bessere Motivation sozial wie ökonomisch positiv auswirkt. Hinsichtlich der möglichen Anwendern der erhofften Projektergebnisse ist eine frühe Einbindung vorteilhaft für die Definition der Projektziele (Anwendbarkeit, Bedarf, Wünsche der Kunden, Qualitätsansprüche etc.), doch kann sie auch Konkurrenzverhalten auslösen.

### Zur Interessenlage bei großen Firmenprojekten
Bei einem Unternehmen betrifft ein Großprojekt indirekt auch viele entscheidungsbefugte Personen, die allerdings oft widerstrebende Interessen haben. Hier ist zwischen intensiver Kommunikation und bloßer Information abzuwägen. Bei einer AG findet die Einbindung der Eigentümer durch die Zahl der Aktionäre eine natürliche Grenze. Wieweit andere in der Ökonomie als Stakeholder bezeichnete Interessengruppen wie Lieferanten, Kreditgeber, Umweltschutz, Verbände, Öffentlichkeit oder Massenmedien eingebunden werden (können), hängt neben wissenschafts- bzw. wirtschaftspolitischen Faktoren vor allem von der Projektgröße und dem Fachgebiet (bzw. der Branche) ab.